# Amanecer (canción de Edurne)
«Amanecer» es una canción interpretada por la cantante española Edurne, lanzada el 2 de marzo de 2015 como primer sencillo de su sexto álbum de estudio. Fue compuesta por Tony Sánchez-Ohlsson, Peter Boström y Thomas G:son y representó a España en el Festival de la Canción de Eurovisión 2015, celebrado el 23 de mayo, quedando en la 21º posición de 27 países participantes en el certamen, con 15 puntos obtenidos en total.

## Antecedentes y composición
Fue compuesta por Tony Sánchez-Ohlsson, Peter Boström y Thomas G:son y no estaba pensada para  Eurovisión. Edurne la escuchó por primera vez en octubre de 2014 cuando seleccionaba temas para su sexto álbum de estudio y presentó junto a su discográfica Sony Music la candidatura a RTVE en noviembre.
El 14 de enero de 2015 en una rueda de prensa de RTVE se anunció que Edurne sería la representante de España en Eurovisión 2015 con el tema «Amanecer», siendo elegida internamente.
La parte vocal de la canción terminó de ser grabada el 26 de enero. La sección de cuerda de la Orquesta Sinfónica de RTVE, dirigida para la ocasión por Pepe Herrero, grabó parte de los arreglos de la canción. Además, grabaron en marzo una versión sinfónica de Amanecer con toda la orquesta y coro.
Amanecer fue elegida como canción oficial de la Vuelta Ciclista a España 2015.

## Lanzamiento

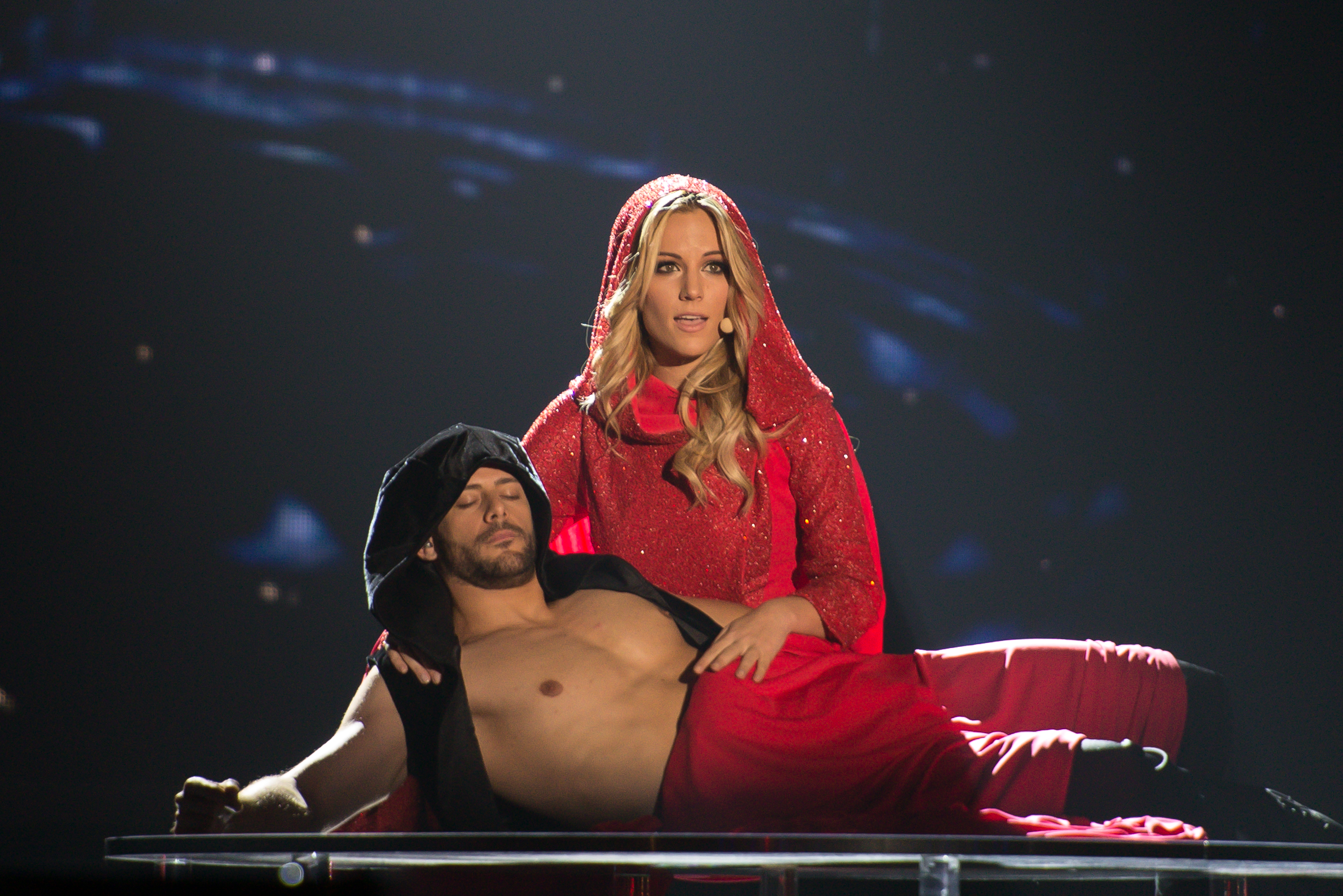
Edurne en el Festival de la Canción de Eurovisión 2015 interpretando "Amanecer".

El 12 de febrero se anunció a través de la web de RTVE que «Amanecer» sería estrenada el 1 de marzo y puesta en venta a través de todas las plataformas digitales al día siguiente, 2 de marzo. En su preventa alcanzó el puesto número 2 en iTunes, siendo su pico más alto y volvió al #2 cuando se estrenó oficialmente el sencillo, además, entró al top 100 de iTunes en Noruega y Suecia. También se la podía encontrar en la lista de Finlandia, Portugal y Chile.

## Vídeo musical
El vídeo musical de la canción fue rodado el 28 de enero en Valencia. Está dirigido por David Arnal y Germán de la Hoz (que ya trabajaron con Edurne en el vídeo de su anterior sencillo, Painkiller) y producido por la empresa de efectos especiales Virtual Art. Fue presentado el día 9 de marzo, una semana después de la presentación oficial de la canción, por TVE. En el videoclip, además de Edurne, aparecen el modelo Saoro Nadal y una tigresa.

## Formatos
Descarga digital
| Amanecer |            |          |  |
| N.º      | Título     | Duración |  |
| 1.       | «Amanecer» | 3:04     |  |

| Amanecer Remixed |                                        |          |  |
| N.º              | Título                                 | Duración |  |
| 1.               | «Amanecer Remixed» (Brian Cross Remix) | 3:02     |  |

| Break of Day (Remixes) |                                              |          |  |
| N.º                    | Título                                       | Duración |  |
| 1.                     | «Break of Day»                               | 3:02     |  |
| 2.                     | «Break of Day (Remixed)» (Brian Cross Remix) | 3:02     |  |
| 3.                     | «Break of Day» (Apollo Vice Remix)           | 4:17     |  |

## Listas

### Semanales
| País    | Lista                                 | Primera semana     | Posición de ingreso | Mejor posición | Semanas en la mejor posición | Semanas en la lista | Última semana      | Ref.   |
| ------- | ------------------------------------- | ------------------ | ------------------- | -------------- | ---------------------------- | ------------------- | ------------------ | ------ |
| Bélgica | Top 100 Canciones (Ultratip Flanders) | 2 de marzo de 2015 | 65                  | 58             | 1                            | 2                   | 31 de mayo de 2015 | [ 9 ]  |
| España  | Top 100 Canciones (Promusicae)        | 2 de marzo de 2015 | 20                  | 20             | 1                            | 5                   | 31 de mayo de 2015 | [ 10 ] |
| España  | Top 50 Canciones (spanishcharts)      | 8 de marzo de 2015 | 3                   | 3              | 1                            | 7                   | 7 de junio de 2015 | [ 11 ] |